# Victory Tour
Victory tour — одно из самых крупных турне группы The Jacksons и одновременно последний тур Майкла Джексона в составе этой группы. Тур стартовал 6 июля 1984 в Канзас-Сити и завершился 9 декабря 1984 в Лос-Анджелесе.
Это был крупнейший тур того времени среди всех групп, в тур входило 55 концертов было продано более 2 миллионов билетов. За время тура было собрано 75 миллионов долларов, и являлся самым доходным на то время.
Во время турне Майкл получил письмо от одной из своих поклонниц Ладонны Джонс, в котором она назвала группу The Jacksons и их продюсеров «эгоистичными и делающими всё только за деньги» После этого певец дал пресс-конференцию в которым заявил об изменениях в Victory туре, а также сообщил что весь доход будет пожертвован благотворительным организациям.
Доход Джексона с тура составил 5 миллионов долларов всю сумму он потратил на благотворительность.

## Сет-лист
С 6 июля 1984 г. по 9 декабря 1984 г.:
- «Wanna Be Startin’ Somethin’»
- «Things I Do For You»
- «Off The Wall»
- «Ben/Human Nature»
- «Heartbreak Hotel»
- «She’s Out Of My Life»
- Джермейн Джексон: [«Let’s Get Serious», «You Like Me Don’t You», «Tell Me I’m Not Dreamin’» в дуэте с Майклом Джексоном]
- Jackson 5 Medley [«I Want You Back», «The Love You Save», «I’ll Be There»]
- «Rock With You»
- «Lovely One»
- «Working Day And Night»
- «Beat It»
- «Billie Jean»
- «Shake Your Body (Down To The Ground)»